# Plectaneia tsaratanensis
Plectaneia tsaratanensis är en oleanderväxtart som först beskrevs av Jumelle, och fick sitt nu gällande namn av Marcel Pichon. Plectaneia tsaratanensis ingår i släktet Plectaneia och familjen oleanderväxter. Inga underarter finns listade i Catalogue of Life.